# Arrën
Arrën là một xã trong quận Kukës thuộc hạt Kukës, Albania. Dân số năm 2005 là 983 người.